# Similitude
Similitude is de 61e aflevering van de serie Star Trek: Enterprise van 97 afleveringen in totaal.
Seizoen drie van deze serie heeft één grote verhaallijn, die het gehele seizoen voortduurt (zie seizoen drie), met meerdere plots. Deze aflevering is dus slechts één onderdeel van dit verhaal.

## Verloop van de aflevering
Op de USS Enterprise NX-01 overkomt technicus Trip Tucker een zwaar ongeluk, waarvan hij in principe niet meer kan herstellen. Dokter Phlox is echter in staat om een zeldzame larve die hij heeft in de ziekenboeg te injecteren met Tuckers dna. Dit organisme zal, binnen 15 dagen, in feite een kloon van Tucker worden, puur in leven om een orgaan af te staan aan de echte Tucker. Ondanks dat dit ethisch onverantwoord is, neemt Archer de beslissing om de kloon te maken omdat zijn technicus onmisbaar is voor de Enterprise. Daarnaast gaat Archer er vanuit dat de operatie niet dodelijk zal zijn voor de kloon.
De kloon, door Phlox Sim genoemd, groeit binnen enkele dagen op. Hij redt o.a. De “Enterprise” uit de penibele situatie waarin zij zich bevindt en heeft interactie met diverse leden van de bemanning. Dr Phlox komt er achter dat Sim de operatie niet zal overleven en geeft dit door aan Archer. Daarnaast heeft Sim het erg moeilijk met het feit dat hij moet worden opgeofferd voor het leven van Trip. Er ontstaat hierover ruzie tussen Sim en Archer. Als het moment dichterbij komt dat de operatie plaats moet vinden probeert Sim het sterrenschip te ontvluchten met een shuttle, maar omdat hij inziet dat het weinig zin heeft met een levensspanne van nog enkele dagen, staat hij uiteindelijk toe dat hij de dodelijke operatie ondergaat.
T’Pol komt afscheid nemen van Sim en zegt hem te gaan missen en kust hem. Na het afscheid nemen van Archer en Phlox gaat Sim liggen op de operatietafel.
Hiermee wordt Tucker gered. Daarna wordt de overleden kloon met alle egards en iedereen aanwezig in een lege torpedohuls afgevuurd.

## Achtergrondinformatie
- Dit is de enige aflevering van het derde seizoen van de serie waarin de Xindi geen enkele rol spelen.
- Deze aflevering won een Emmy Award voor de muziek van componist Velton Ray Bunch.

## Acteurs

### Hoofdrollen
- Scott Bakula als kapitein Jonathan Archer
- John Billingsley als dokter Phlox
- Jolene Blalock als overste T'Pol
- Dominic Keating als luitenant Malcolm Reed
- Anthony Montgomery als vaandrig Travis Mayweather
- Linda Park als vaandrig Hoshi Sato
- Connor Trinneer als overste Charles "Trip" Tucker III

### Bijrollen

#### Bijrol met vermelding in de aftiteling
- Adam Taylor Gordon als Sim-Trip op achtjarige leeftijd
- Shane Sweet als Sim-Trip op zeventienjarige leeftijd
- Maximillian Orion Kesmodel als Sim-Trip op vierjarige leeftijd

#### Bijrol zonder vermelding in de aftiteling
- Een hond als Porthos

## Links en referenties
- Sililitude op Memory Alpha
- (en)   Similitude in de Internet Movie Database